# Sure Fire (film, 1921)
Pour les articles homonymes, voir Sure Fire.
Pour plus de détails, voir Fiche technique et Distribution.
Sure Fire est un film muet américain de John Ford, sorti en 1921.

## Fiche technique
- Titre original : Sure Fire
- Réalisation : John Ford
- Scénario : George C. Hull
- Photographie : Virgil Miller
- Société de production : The Universal Film Manufacturing Company
- Société de distribution :  The Universal Film Manufacturing Company
- Pays d'origine :  États-Unis
- Langue originale : anglais
- Format : noir et blanc — 35 mm — 1,33:1 — Muet
- Genre : Western
- Durée : 50 minutes ? (5 bobines)
- Date de sortie :
  - États-Unis : 7 novembre 1921
- Licence : domaine public

## Distribution
- Hoot Gibson : Jeff Bransford
- Molly Malone : Marian Hoffman
- B. Reeves Eason Jr. : Sonny
- Harry Carter : Rufus Coulter
- Murdock MacQuarrie : le major Parker
- Fritzi Brunette : Elinor Parker
- George Fisher : Burt Rawlings
- Charles Newton : Leo Ballinger
- Jack Woods : Brazos Bart
- Jack Walters : Overland Kid
- Joe Harris : Romero
- Steve Clemente : Gomez

## Autour du film
- Ce film est considéré comme perdu, selon Silent Era.